# 1233 Кобресія
1233 Кобресія (1233 Kobresia) — астероїд головного поясу, відкритий 10 жовтня 1931 року.
Тіссеранів параметр щодо Юпітера — 3,429.